# 2022-es férfi vízilabda-világbajnokság
A 2022-es férfi vízilabda-világbajnokság a 19. volt a sportág történetében. A tornát az úszó-világbajnoksággal egyidőben Magyarországon rendezték június 21. és július 3. között. A címvédő az olasz válogatott volt. A vb-t a spanyol válogatott nyerte, története során harmadik alkalommal.

## Helyszínek
A világbajnokság mérkőzéseit az alábbi helyszíneken rendezték:
| Budapest                         |                        | Debrecen |
| Hajós Alfréd Nemzeti Sportuszoda | Debreceni Sportuszoda  |          |
|                                  |                        |          |
| Sopron                           | Szeged                 |          |
| Lőver uszoda                     | Tiszavirág Sportuszoda |          |
|                                  |                        |          |

## Résztvevő csapatok
A következő csapatok vettek részt a világbajnokságon:
| Esemény                                                      | Dátum                           | Helyszín | Kvóta | Csapat                                               |
| ------------------------------------------------------------ | ------------------------------- | -------- | ----- | ---------------------------------------------------- |
| Rendező                                                      | –                               | –        | 1     | Magyarország                                         |
| 2020-as férfi vízilabda-világliga                            | 2020. június 26. – július 1.    | Tbiliszi | 2     | Montenegró · Egyesült Államok                        |
| 2020. évi nyári olimpiai játékok                             | 2020. július 25. – augusztus 8. | Tokió    | 4     | Szerbia · Görögország · Spanyolország · Horvátország |
| 2020-as férfi vízilabda-Európa-bajnokság                     | 2020. január 14–26.             | Budapest | 2     | Olaszország · Oroszország · Németország              |
| 2022-es vízilabda interkontinentális kupa (Amerikai kijutók) | 2022. március 7–13.             | Lima     | 2     | Kanada · Brazília                                    |
| Ázsiai résztvevők                                            | –                               | –        | 2     | Kazahsztán · Japán                                   |
| Afrikai résztvevő                                            | –                               | –        | 1     | Dél-afrikai Köztársaság                              |
| Óceániai résztvevő                                           | –                               | –        | 1     | Ausztrália                                           |
| Szabadkártya                                                 | –                               | –        | 1     | Grúzia                                               |
| Összesen                                                     |                                 |          | 16    |                                                      |

A világbajnokságról kizárták Oroszországot az Ukrajna elleni invázió miatt.

## Sorsolás
A csoportkör sorsolását 2022. április 12-én tartották az M4 Sport stúdiójában. A húzást Leimeter Dóra és Kapás Boglárka végezte el.

### Kiemelés
| 1. kalap                                             | 2. kalap                                              | 3. kalap                                          | 4. kalap                                              |
| ---------------------------------------------------- | ----------------------------------------------------- | ------------------------------------------------- | ----------------------------------------------------- |
| Szerbia · Görögország · Magyarország · Spanyolország | Montenegró · Egyesült Államok · Horvátország · Kanada | Brazília · Olaszország · Németország · Ausztrália | Dél-afrikai Köztársaság · Kazahsztán · Japán · Grúzia |

## Csoportkör
A FINA 2022. március 2-án hagyta jóvá a világbajnokság menetrendjét, a párosítások a sorsolás alapján alakultak ki.
A mérkőzések kezdési időpontjai helyi idő szerint értendők.

### A csoport
| Hely. | Csapat           | M | Gy | D | V | G+ | G– | Gk  | P | Továbbjutás                   |
| ----- | ---------------- | - | -- | - | - | -- | -- | --- | - | ----------------------------- |
| 1.    | Magyarország (R) | 3 | 3  | 0 | 0 | 50 | 28 | +22 | 6 | Továbbjutott a negyeddöntőbe  |
| 2.    | Montenegró       | 3 | 2  | 0 | 1 | 38 | 26 | +12 | 4 | Továbbjutott a nyolcaddöntőbe |
| 3.    | Grúzia           | 3 | 1  | 0 | 2 | 37 | 38 | −1  | 2 | Továbbjutott a nyolcaddöntőbe |
| 4.    | Brazília         | 3 | 0  | 0 | 3 | 21 | 54 | −33 | 0 |                               |

| 2022. június 21. 19:30 | Brazília             | 10–14       | Grúzia            | Hajós Alfréd Nemzeti Sportuszoda, Budapest Játékvezetők: Maro Savinović (CRO), Dion Willis (RSA) |
| 2022. június 21. 19:30 | (2–2, 3–3, 3–6, 2–3) |             |                   | Hajós Alfréd Nemzeti Sportuszoda, Budapest Játékvezetők: Maro Savinović (CRO), Dion Willis (RSA) |
| 2022. június 21. 19:30 | Freitas 4            | Jegyzőkönyv | Saric, Vapenski 4 | Hajós Alfréd Nemzeti Sportuszoda, Budapest Játékvezetők: Maro Savinović (CRO), Dion Willis (RSA) |

| 2022. június 21. 21:00 | Montenegró           | 8–12        | Magyarország | Hajós Alfréd Nemzeti Sportuszoda, Budapest Játékvezetők: Michael Goldenberg (USA), Frank Ohme (GER) |
| 2022. június 21. 21:00 | (3–3, 1–3, 2–3, 2–3) |             |              | Hajós Alfréd Nemzeti Sportuszoda, Budapest Játékvezetők: Michael Goldenberg (USA), Frank Ohme (GER) |
| 2022. június 21. 21:00 | Petković 4           | Jegyzőkönyv | Zalánki 4    | Hajós Alfréd Nemzeti Sportuszoda, Budapest Játékvezetők: Michael Goldenberg (USA), Frank Ohme (GER) |

| 2022. június 23. 19:30 | Grúzia               | 9–10        | Montenegró | Hajós Alfréd Nemzeti Sportuszoda, Budapest Játékvezetők: Pascal Bouchez (FRA), Maro Savinović (CRO) |
| 2022. június 23. 19:30 | (1–4, 3–0, 3–4, 2–2) |             |            | Hajós Alfréd Nemzeti Sportuszoda, Budapest Játékvezetők: Pascal Bouchez (FRA), Maro Savinović (CRO) |
| 2022. június 23. 19:30 | Vasić 5              | Jegyzőkönyv | Đurđić 4   | Hajós Alfréd Nemzeti Sportuszoda, Budapest Játékvezetők: Pascal Bouchez (FRA), Maro Savinović (CRO) |

| 2022. június 23. 21:00 | Magyarország         | 20–6        | Brazília | Hajós Alfréd Nemzeti Sportuszoda, Budapest Játékvezetők: Andrew Carney (AUS), Frank Ohme (GER) |
| 2022. június 23. 21:00 | (7–1, 4–2, 3–1, 6–2) |             |          | Hajós Alfréd Nemzeti Sportuszoda, Budapest Játékvezetők: Andrew Carney (AUS), Frank Ohme (GER) |
| 2022. június 23. 21:00 | három játékos 3      | Jegyzőkönyv | Real 2   | Hajós Alfréd Nemzeti Sportuszoda, Budapest Játékvezetők: Andrew Carney (AUS), Frank Ohme (GER) |

| 2022. június 25. 19:30 | Brazília             | 5–20        | Montenegró      | Hajós Alfréd Nemzeti Sportuszoda, Budapest Játékvezetők: Andrew Carney (AUS), Frank Ohme (GER) |
| 2022. június 25. 19:30 | (0–4, 2–6, 0–7, 3–3) |             |                 | Hajós Alfréd Nemzeti Sportuszoda, Budapest Játékvezetők: Andrew Carney (AUS), Frank Ohme (GER) |
| 2022. június 25. 19:30 | öt játékos 1         | Jegyzőkönyv | három játékos 3 | Hajós Alfréd Nemzeti Sportuszoda, Budapest Játékvezetők: Andrew Carney (AUS), Frank Ohme (GER) |

| 2022. június 25. 21:00 | Magyarország         | 18–14       | Grúzia                    | Hajós Alfréd Nemzeti Sportuszoda, Budapest Játékvezetők: Dion Willis (RSA), Pascal Bouchez (FRA) |
| 2022. június 25. 21:00 | (3–3, 7–3, 4–5, 4–3) |             |                           | Hajós Alfréd Nemzeti Sportuszoda, Budapest Játékvezetők: Dion Willis (RSA), Pascal Bouchez (FRA) |
| 2022. június 25. 21:00 | Manhercz, Zalánki 4  | Jegyzőkönyv | Shushiashvili, Vapenski 3 | Hajós Alfréd Nemzeti Sportuszoda, Budapest Játékvezetők: Dion Willis (RSA), Pascal Bouchez (FRA) |

### B csoport
| Hely. | Csapat       | M | Gy | D | V | G+ | G– | Gk  | P | Továbbjutás                   |
| ----- | ------------ | - | -- | - | - | -- | -- | --- | - | ----------------------------- |
| 1.    | Görögország  | 3 | 2  | 1 | 0 | 42 | 23 | +19 | 5 | Továbbjutott a negyeddöntőbe  |
| 2.    | Horvátország | 3 | 2  | 1 | 0 | 42 | 30 | +12 | 5 | Továbbjutott a nyolcaddöntőbe |
| 3.    | Japán        | 3 | 1  | 0 | 2 | 32 | 50 | −18 | 2 | Továbbjutott a nyolcaddöntőbe |
| 4.    | Németország  | 3 | 0  | 0 | 3 | 28 | 41 | −13 | 0 |                               |

1. 1 2  Görögország 8–8 Horvátország

| 2022. június 21. 18:00 | Németország          | 11–12       | Japán   | Debreceni Sportuszoda, Debrecen Játékvezetők: Ivan Raković (SRB), Adil Aimbetov (KAZ) |
| 2022. június 21. 18:00 | (2–5, 2–3, 2–3, 5–1) |             |         | Debreceni Sportuszoda, Debrecen Játékvezetők: Ivan Raković (SRB), Adil Aimbetov (KAZ) |
| 2022. június 21. 18:00 | Schütze 3            | Jegyzőkönyv | Inaba 5 | Debreceni Sportuszoda, Debrecen Játékvezetők: Ivan Raković (SRB), Adil Aimbetov (KAZ) |

| 2022. június 21. 19:30 | Görögország          | 8–8         | Horvátország | Debreceni Sportuszoda, Debrecen Játékvezetők: Boris Margeta (SLO), David Gómez (ESP) |
| 2022. június 21. 19:30 | (4–1, 1–4, 2–1, 1–2) |             |              | Debreceni Sportuszoda, Debrecen Játékvezetők: Boris Margeta (SLO), David Gómez (ESP) |
| 2022. június 21. 19:30 | Vlahópulosz 4        | Jegyzőkönyv | Harkov 3     | Debreceni Sportuszoda, Debrecen Játékvezetők: Boris Margeta (SLO), David Gómez (ESP) |

| 2022. június 23. 18:00 | Horvátország         | 13–9        | Németország | Debreceni Sportuszoda, Debrecen Játékvezetők: Michiel Zwart (NED), Ivan Raković (SRB) |
| 2022. június 23. 18:00 | (4–1, 4–1, 2–2, 3–5) |             |             | Debreceni Sportuszoda, Debrecen Játékvezetők: Michiel Zwart (NED), Ivan Raković (SRB) |
| 2022. június 23. 18:00 | Bašić, Krapić 3      | Jegyzőkönyv | Küppers 3   | Debreceni Sportuszoda, Debrecen Játékvezetők: Michiel Zwart (NED), Ivan Raković (SRB) |

| 2022. június 23. 19:30 | Japán                | 7–18        | Görögország    | Debreceni Sportuszoda, Debrecen Játékvezetők: Adil Aimbetov (KAZ), Michael Goldenberg (USA) |
| 2022. június 23. 19:30 | (1–3, 2–4, 2–5, 2–6) |             |                | Debreceni Sportuszoda, Debrecen Játékvezetők: Adil Aimbetov (KAZ), Michael Goldenberg (USA) |
| 2022. június 23. 19:30 | három játékos 2      | Jegyzőkönyv | Arjirópulosz 6 | Debreceni Sportuszoda, Debrecen Játékvezetők: Adil Aimbetov (KAZ), Michael Goldenberg (USA) |

| 2022. június 25. 18:00 | Japán                | 13–21       | Horvátország     | Debreceni Sportuszoda, Debrecen Játékvezetők: Michael Goldenberg (USA), David Gómez (ESP) |
| 2022. június 25. 18:00 | (3–4, 6–3, 2–7, 2–7) |             |                  | Debreceni Sportuszoda, Debrecen Játékvezetők: Michael Goldenberg (USA), David Gómez (ESP) |
| 2022. június 25. 18:00 | Inaba 5              | Jegyzőkönyv | Harkov, Krapić 5 | Debreceni Sportuszoda, Debrecen Játékvezetők: Michael Goldenberg (USA), David Gómez (ESP) |

| 2022. június 25. 19:30 | Görögország          | 16–8        | Németország | Debreceni Sportuszoda, Debrecen Játékvezetők: Harvey Hinds (CUR), Ivan Raković (SRB) |
| 2022. június 25. 19:30 | (4–1, 5–1, 4–2, 3–4) |             |             | Debreceni Sportuszoda, Debrecen Játékvezetők: Harvey Hinds (CUR), Ivan Raković (SRB) |
| 2022. június 25. 19:30 | Genidounias 5        | Jegyzőkönyv | Bozic 2     | Debreceni Sportuszoda, Debrecen Játékvezetők: Harvey Hinds (CUR), Ivan Raković (SRB) |

### C csoport
| Hely. | Csapat                  | M | Gy | D | V | G+ | G– | Gk  | P | Továbbjutás                   |
| ----- | ----------------------- | - | -- | - | - | -- | -- | --- | - | ----------------------------- |
| 1.    | Spanyolország           | 2 | 2  | 0 | 0 | 42 | 14 | +28 | 4 | Továbbjutott a negyeddöntőbe  |
| 2.    | Olaszország             | 2 | 1  | 0 | 1 | 34 | 18 | +16 | 2 | Továbbjutott a nyolcaddöntőbe |
| 3.    | Dél-afrikai Köztársaság | 2 | 0  | 0 | 2 | 6  | 50 | −44 | 0 | Továbbjutott a nyolcaddöntőbe |
| 4.    | Kanada                  | 0 | 0  | 0 | 0 | 0  | 0  | 0   | 0 | Visszalépett                  |

1. ↑  Kanada az első mérkőzését követően visszalépett.

| 2022. június 21. 18:00 | Dél-afrikai Köztársaság | 4–22        | Olaszország | Lőver uszoda, Sopron Játékvezetők: Radu Matache (ROU), Wallop Jirathornwattana (THA) |
| 2022. június 21. 18:00 | (1–3, 1–1, 0–7, 2–11)   |             |             | Lőver uszoda, Sopron Játékvezetők: Radu Matache (ROU), Wallop Jirathornwattana (THA) |
| 2022. június 21. 18:00 | négy játékos 1          | Jegyzőkönyv | Fondelli 4  | Lőver uszoda, Sopron Játékvezetők: Radu Matache (ROU), Wallop Jirathornwattana (THA) |

| 2022. június 21. 19:30 | Kanada      | visszavonva | Spanyolország | Lőver uszoda, Sopron Játékvezetők: Kun György (HUN), Agustin Pinski (ARG) |
| 2022. június 21. 19:30 |             |             |               | Lőver uszoda, Sopron Játékvezetők: Kun György (HUN), Agustin Pinski (ARG) |
| 2022. június 21. 19:30 | Jegyzőkönyv |             |               | Lőver uszoda, Sopron Játékvezetők: Kun György (HUN), Agustin Pinski (ARG) |

| 2022. június 23. 18:00 | Spanyolország        | 28–2        | Dél-afrikai Köztársaság | Lőver uszoda, Sopron Játékvezetők: Wallop Jirathornwattana (THA), Agustin Pinski (ARG) |
| 2022. június 23. 18:00 | (7–1, 7–0, 6–1, 8–0) |             |                         | Lőver uszoda, Sopron Játékvezetők: Wallop Jirathornwattana (THA), Agustin Pinski (ARG) |
| 2022. június 23. 18:00 | Granados 6           | Jegyzőkönyv | Cronje, Howard 1        | Lőver uszoda, Sopron Játékvezetők: Wallop Jirathornwattana (THA), Agustin Pinski (ARG) |

| 2022. június 23. 19:30 | Olaszország | törölve | Kanada | Lőver uszoda, Sopron |
| 2022. június 23. 19:30 |             |         |        | Lőver uszoda, Sopron |
| 2022. június 23. 19:30 |             |         |        | Lőver uszoda, Sopron |

| 2022. június 25. 18:00 | Olaszország          | 12–14       | Spanyolország | Lőver uszoda, Sopron Játékvezetők: Boris Margeta (SLO), Michiel Zwart (NED) |
| 2022. június 25. 18:00 | (4–5, 6–3, 2–2, 0–4) |             |               | Lőver uszoda, Sopron Játékvezetők: Boris Margeta (SLO), Michiel Zwart (NED) |
| 2022. június 25. 18:00 | Di Somma 3           | Jegyzőkönyv | Granados 3    | Lőver uszoda, Sopron Játékvezetők: Boris Margeta (SLO), Michiel Zwart (NED) |

| 2022. június 25. 19:30 | Kanada | törölve | Dél-afrikai Köztársaság | Lőver uszoda, Sopron |
| 2022. június 25. 19:30 |        |         |                         | Lőver uszoda, Sopron |
| 2022. június 25. 19:30 |        |         |                         | Lőver uszoda, Sopron |

### D csoport
| Hely. | Csapat           | M | Gy | D | V | G+ | G– | Gk  | P | Továbbjutás                   |
| ----- | ---------------- | - | -- | - | - | -- | -- | --- | - | ----------------------------- |
| 1.    | Szerbia          | 3 | 3  | 0 | 0 | 45 | 21 | +24 | 6 | Továbbjutott a negyeddöntőbe  |
| 2.    | Egyesült Államok | 3 | 2  | 0 | 1 | 44 | 30 | +14 | 4 | Továbbjutott a nyolcaddöntőbe |
| 3.    | Ausztrália       | 3 | 1  | 0 | 2 | 24 | 24 | 0   | 2 | Továbbjutott a nyolcaddöntőbe |
| 4.    | Kazahsztán       | 3 | 0  | 0 | 3 | 11 | 49 | −38 | 0 |                               |

| 2022. június 21. 18:00 | Ausztrália           | 10–4        | Kazahsztán | Tiszavirág Sportuszoda, Szeged Játékvezetők: Levan Berishvili (GEO), Veselin Mišković (MNE) |
| 2022. június 21. 18:00 | (1–0, 3–0, 3–2, 3–2) |             |            | Tiszavirág Sportuszoda, Szeged Játékvezetők: Levan Berishvili (GEO), Veselin Mišković (MNE) |
| 2022. június 21. 18:00 | Pavillard, Power 3   | Jegyzőkönyv | Shmider 3  | Tiszavirág Sportuszoda, Szeged Játékvezetők: Levan Berishvili (GEO), Veselin Mišković (MNE) |

| 2022. június 21. 19:30 | Egyesült Államok     | 13–17       | Szerbia  | Tiszavirág Sportuszoda, Szeged Játékvezetők: Georgios Stavridis (GRE), Raffaele Colombo (ITA) |
| 2022. június 21. 19:30 | (5–5, 2–3, 3–3, 3–6) |             |          | Tiszavirág Sportuszoda, Szeged Játékvezetők: Georgios Stavridis (GRE), Raffaele Colombo (ITA) |
| 2022. június 21. 19:30 | Bowen 4              | Jegyzőkönyv | Mandić 4 | Tiszavirág Sportuszoda, Szeged Játékvezetők: Georgios Stavridis (GRE), Raffaele Colombo (ITA) |

| 2022. június 23. 18:00 | Szerbia              | 6–5         | Ausztrália       | Tiszavirág Sportuszoda, Szeged Játékvezetők: Raffaele Colombo (ITA), David Gómez (ESP) |
| 2022. június 23. 18:00 | (1–1, 2–2, 2–2, 1–0) |             |                  | Tiszavirág Sportuszoda, Szeged Játékvezetők: Raffaele Colombo (ITA), David Gómez (ESP) |
| 2022. június 23. 18:00 | Lukić, Mandić 2      | Jegyzőkönyv | Edwards, Power 2 | Tiszavirág Sportuszoda, Szeged Játékvezetők: Raffaele Colombo (ITA), David Gómez (ESP) |

| 2022. június 23. 19:30 | Kazahsztán           | 4–17        | Egyesült Államok | Tiszavirág Sportuszoda, Szeged Játékvezetők: Levan Berishvili (GEO), Veselin Mišković (MNE) |
| 2022. június 23. 19:30 | (1–7, 2–3, 1–2, 0–5) |             |                  | Tiszavirág Sportuszoda, Szeged Játékvezetők: Levan Berishvili (GEO), Veselin Mišković (MNE) |
| 2022. június 23. 19:30 | Shakenov 2           | Jegyzőkönyv | Irving 4         | Tiszavirág Sportuszoda, Szeged Játékvezetők: Levan Berishvili (GEO), Veselin Mišković (MNE) |

| 2022. június 25. 18:00 | Kazahsztán           | 3–22        | Szerbia   | Tiszavirág Sportuszoda, Szeged Játékvezetők: Raffaele Colombo (ITA), Fabio Toffoli (BRA) |
| 2022. június 25. 18:00 | (0–4, 1–8, 0–5, 2–5) |             |           | Tiszavirág Sportuszoda, Szeged Játékvezetők: Raffaele Colombo (ITA), Fabio Toffoli (BRA) |
| 2022. június 25. 18:00 | Vuksanovich 3        | Jegyzőkönyv | Rašović 6 | Tiszavirág Sportuszoda, Szeged Játékvezetők: Raffaele Colombo (ITA), Fabio Toffoli (BRA) |

| 2022. június 25. 19:30 | Egyesült Államok     | 14–9        | Ausztrália      | Tiszavirág Sportuszoda, Szeged Játékvezetők: Levan Berishvili (GEO), Veselin Mišković (MNE) |
| 2022. június 25. 19:30 | (4–2, 4–2, 4–3, 2–2) |             |                 | Tiszavirág Sportuszoda, Szeged Játékvezetők: Levan Berishvili (GEO), Veselin Mišković (MNE) |
| 2022. június 25. 19:30 | Irving 4             | Jegyzőkönyv | három játékos 2 | Tiszavirág Sportuszoda, Szeged Játékvezetők: Levan Berishvili (GEO), Veselin Mišković (MNE) |

## Egyenes kieséses szakasz
|  |               |                         |               |            |               |              |                  |              |               |               |               |           |               |               |               |           |       |       |
|  | Nyolcaddöntők | Nyolcaddöntők           | Nyolcaddöntők |            |               | Negyeddöntők | Negyeddöntők     | Negyeddöntők |               |               | Elődöntők     | Elődöntők | Elődöntők     |               |               | Döntő     | Döntő | Döntő |
|  | Nyolcaddöntők | Nyolcaddöntők           | Nyolcaddöntők |            |               | Negyeddöntők | Negyeddöntők     | Negyeddöntők |               |               | Elődöntők     | Elődöntők | Elődöntők     |               |               | Döntő     | Döntő | Döntő |
|  | június 27.    | június 27.              | június 27.    | június 29. | június 29.    | június 29.   |                  |              |               |               |               |           |               |               |               |           |       |       |
|  | június 27.    | június 27.              | június 27.    | június 29. | június 29.    | június 29.   |                  |              |               |               |               |           |               |               |               |           |       |       |
|  | C2            | Olaszország             | 17            | A1         | Magyarország  | 10           |                  |              |               |               |               |           |               |               |               |           |       |       |
|  | C2            | Olaszország             | 17            | A1         | Magyarország  | 10           | július 1.        |              |               |               |               |           |               |               |               |           |       |       |
|  | D3            | Ausztrália              | 6             |            |               |              | Olaszország      | 11           |               |               |               |           |               |               |               |           |       |       |
|  | D3            | Ausztrália              | 6             |            |               |              | Olaszország      | 11           |               | Olaszország   | Olaszország   | 11        |               |               |               |           |       |       |
|  | június 27.    | június 27.              | június 27.    | június 29. | június 29.    | június 29.   |                  |              |               | Olaszország   | Olaszország   | 11        |               |               |               |           |       |       |
|  | június 27.    | június 27.              | június 27.    | június 29. | június 29.    | június 29.   |                  |              | Görögország   | Görögország   | 10            |           |               |               |               |           |       |       |
|  | C3            | Dél-afrikai Köztársaság | 2             | B1         | Görögország   | 16           |                  |              | Görögország   | Görögország   | 10            |           |               |               |               |           |       |       |
|  | C3            | Dél-afrikai Köztársaság | 2             | B1         | Görögország   | 16           |                  | július 3.    |               |               |               |           |               |               |               |           |       |       |
|  | D2            | Egyesült Államok        | 24            |            |               |              | Egyesült Államok | 11           |               |               |               |           |               |               |               |           |       |       |
|  | D2            | Egyesült Államok        | 24            |            |               |              | Egyesült Államok | 11           |               | Olaszország   | Olaszország   | 9 (5)     |               |               |               |           |       |       |
|  | június 27.    | június 27.              | június 27.    | június 29. | június 29.    | június 29.   |                  |              |               | Olaszország   | Olaszország   | 9 (5)     |               |               |               |           |       |       |
|  | június 27.    | június 27.              | június 27.    | június 29. | június 29.    | június 29.   |                  |              | Spanyolország | Spanyolország | 9 (6)         |           |               |               |               |           |       |       |
|  | A2            | Montenegró              | 10            | C1         | Spanyolország | 7            |                  |              |               | Spanyolország | 9 (6)         |           |               |               |               |           |       |       |
|  | A2            | Montenegró              | 10            | C1         | Spanyolország | 7            | július 1.        |              |               |               |               |           |               |               |               |           |       |       |
|  | B3            | Japán                   | 9             |            |               |              | Montenegró       | 6            |               |               |               |           |               |               |               |           |       |       |
|  | B3            | Japán                   | 9             |            |               |              | Montenegró       | 6            |               | Spanyolország | Spanyolország | 10        | Bronzmérkőzés | Bronzmérkőzés | Bronzmérkőzés |           |       |       |
|  | június 27.    | június 27.              | június 27.    | június 29. | június 29.    | június 29.   |                  |              |               | Spanyolország | Spanyolország | 10        | Bronzmérkőzés | Bronzmérkőzés | Bronzmérkőzés |           |       |       |
|  | június 27.    | június 27.              | június 27.    | június 29. | június 29.    | június 29.   |                  |              | Horvátország  | Horvátország  | 5             |           |               | július 3.     | július 3.     | július 3. |       |       |
|  | A3            | Grúzia                  | 7             | D1         | Szerbia       | 12           |                  |              | Horvátország  | Horvátország  | 5             |           |               | július 3.     | július 3.     | július 3. |       |       |
|  | A3            | Grúzia                  | 7             | D1         | Szerbia       | 12           |                  |              |               |               |               |           |               | Görögország   | Görögország   | 9         |       |       |
|  | B2            | Horvátország            | 13            |            |               |              | Horvátország     | 14           |               |               |               |           |               | Görögország   | Görögország   | 9         |       |       |
|  | B2            | Horvátország            | 13            |            |               |              | Horvátország     | 14           |               | Horvátország  | Horvátország  | 7         |               |               |               |           |       |       |
|  |               |                         |               |            |               |              |                  |              |               | Horvátország  | Horvátország  | 7         |               |               |               |           |       |       |

### Nyolcaddöntők
| 2022. június 27. 14:00 | Montenegró           | 10–9        | Japán    | Hajós Alfréd Nemzeti Sportuszoda, Budapest Játékvezetők: Michael Goldenberg (USA), Michiel Zwart (NED) |
| 2022. június 27. 14:00 | (3–1, 2–5, 3–2, 2–1) |             |          | Hajós Alfréd Nemzeti Sportuszoda, Budapest Játékvezetők: Michael Goldenberg (USA), Michiel Zwart (NED) |
| 2022. június 27. 14:00 | Perković 3           | Jegyzőkönyv | Takata 2 | Hajós Alfréd Nemzeti Sportuszoda, Budapest Játékvezetők: Michael Goldenberg (USA), Michiel Zwart (NED) |

| 2022. június 27. 15:30 | Grúzia               | 7–13        | Horvátország | Hajós Alfréd Nemzeti Sportuszoda, Budapest Játékvezetők: Boris Margeta (SLO), György Kun (HUN), |
| 2022. június 27. 15:30 | (2–3, 2–4, 0–3, 3–3) |             |              | Hajós Alfréd Nemzeti Sportuszoda, Budapest Játékvezetők: Boris Margeta (SLO), György Kun (HUN), |
| 2022. június 27. 15:30 | Vapenski, Vasić 2    | Jegyzőkönyv | Harkov 4     | Hajós Alfréd Nemzeti Sportuszoda, Budapest Játékvezetők: Boris Margeta (SLO), György Kun (HUN), |

| 2022. június 27. 17:00 | Olaszország           | 17–6        | Ausztrália | Hajós Alfréd Nemzeti Sportuszoda, Budapest Játékvezetők: Frank Ohme (GER), Georgios Stavridis (GRE) |
| 2022. június 27. 17:00 | (4–0, 3–3, 4–1, 6–2)  |             |            | Hajós Alfréd Nemzeti Sportuszoda, Budapest Játékvezetők: Frank Ohme (GER), Georgios Stavridis (GRE) |
| 2022. június 27. 17:00 | Cannella, Del Lungo 3 | Jegyzőkönyv | Edwards 3  | Hajós Alfréd Nemzeti Sportuszoda, Budapest Játékvezetők: Frank Ohme (GER), Georgios Stavridis (GRE) |

| 2022. június 27. 18:30 | Dél-afrikai Köztársaság | 2–24        | Egyesült Államok | Hajós Alfréd Nemzeti Sportuszoda, Budapest Játékvezetők: Adil Aimbetov (KAZ), Andrew Carney (AUS) |
| 2022. június 27. 18:30 | (0–6, 0–6, 0–5, 2–7)    |             |                  | Hajós Alfréd Nemzeti Sportuszoda, Budapest Játékvezetők: Adil Aimbetov (KAZ), Andrew Carney (AUS) |
| 2022. június 27. 18:30 | Stone, Swanepoel 1      | Jegyzőkönyv | Dodd 6           | Hajós Alfréd Nemzeti Sportuszoda, Budapest Játékvezetők: Adil Aimbetov (KAZ), Andrew Carney (AUS) |

### Negyeddöntők
| 2022. június 29. 13:00 | Görögország          | 16–11       | Egyesült Államok | Hajós Alfréd Nemzeti Sportuszoda, Budapest Játékvezetők: Michiel Zwart (NED), Frank Ohme (GER) |
| 2022. június 29. 13:00 | (3–1, 4–6, 3–0, 6–4) |             |                  | Hajós Alfréd Nemzeti Sportuszoda, Budapest Játékvezetők: Michiel Zwart (NED), Frank Ohme (GER) |
| 2022. június 29. 13:00 | Argyropoulos 5       | Jegyzőkönyv | három játékos 3  | Hajós Alfréd Nemzeti Sportuszoda, Budapest Játékvezetők: Michiel Zwart (NED), Frank Ohme (GER) |

| 2022. június 29. 16:00 | Szerbia              | 12–14       | Horvátország   | Hajós Alfréd Nemzeti Sportuszoda, Budapest Játékvezetők: Georgios Stavridis (GRE), Kun György (HUN) |
| 2022. június 29. 16:00 | (1–1, 3–4, 5–5, 3–4) |             |                | Hajós Alfréd Nemzeti Sportuszoda, Budapest Játékvezetők: Georgios Stavridis (GRE), Kun György (HUN) |
| 2022. június 29. 16:00 | Mandić 4             | Jegyzőkönyv | négy játékos 2 | Hajós Alfréd Nemzeti Sportuszoda, Budapest Játékvezetők: Georgios Stavridis (GRE), Kun György (HUN) |

| 2022. június 29. 19:30 | Spanyolország        | 7–6         | Montenegró | Hajós Alfréd Nemzeti Sportuszoda, Budapest Játékvezetők: Michael Goldenberg (USA), Raffaele Colombo (ITA) |
| 2022. június 29. 19:30 | (2–1, 3–2, 1–2, 1–1) |             |            | Hajós Alfréd Nemzeti Sportuszoda, Budapest Játékvezetők: Michael Goldenberg (USA), Raffaele Colombo (ITA) |
| 2022. június 29. 19:30 | Mallarach 2          | Jegyzőkönyv | Đurđić 2   | Hajós Alfréd Nemzeti Sportuszoda, Budapest Játékvezetők: Michael Goldenberg (USA), Raffaele Colombo (ITA) |

| 2022. június 29. 21:00 | Magyarország         | 10–11       | Olaszország | Hajós Alfréd Nemzeti Sportuszoda, Budapest Játékvezetők: Boris Margeta (SLO), David Gómez (ESP) |
| 2022. június 29. 21:00 | (3–2, 2–4, 1–2, 4–3) |             |             | Hajós Alfréd Nemzeti Sportuszoda, Budapest Játékvezetők: Boris Margeta (SLO), David Gómez (ESP) |
| 2022. június 29. 21:00 | Vámos 3              | Jegyzőkönyv | Di Fulvio 4 | Hajós Alfréd Nemzeti Sportuszoda, Budapest Játékvezetők: Boris Margeta (SLO), David Gómez (ESP) |

### A 13–15. helyért
| 2022. június 27. 17:00 | Brazília             | 9–10        | Németország           | Tiszavirág Sportuszoda, Szeged Játékvezetők: Radu Matache (ROU), Levan Bertishvili (GEO) |
| 2022. június 27. 17:00 | (2–2, 3–2, 3–3, 1–3) |             |                       | Tiszavirág Sportuszoda, Szeged Játékvezetők: Radu Matache (ROU), Levan Bertishvili (GEO) |
| 2022. június 27. 17:00 | Coutinho 3           | Jegyzőkönyv | Kuppers, Strelezkij 3 | Tiszavirág Sportuszoda, Szeged Játékvezetők: Radu Matache (ROU), Levan Bertishvili (GEO) |

### A 9–12. helyért
| 2022. június 29. 17:00 | Japán                | 15–7        | Ausztrália    | Tiszavirág Sportuszoda, Szeged Játékvezetők: Ivan Raković (SRB), Veselin Mišković (MNE) |
| 2022. június 29. 17:00 | (2–2, 5–2, 5–2, 3–1) |             |               | Tiszavirág Sportuszoda, Szeged Játékvezetők: Ivan Raković (SRB), Veselin Mišković (MNE) |
| 2022. június 29. 17:00 | Date 4               | Jegyzőkönyv | hét játékos 1 | Tiszavirág Sportuszoda, Szeged Játékvezetők: Ivan Raković (SRB), Veselin Mišković (MNE) |

| 2022. június 29. 18:30 | Grúzia               | 20–7        | Dél-afrikai Köztársaság | Tiszavirág Sportuszoda, Szeged Játékvezetők: Radu Matache (ROU), Anbar Anbar (KUW) |
| 2022. június 29. 18:30 | (3–1, 5–1, 7–2, 5–3) |             |                         | Tiszavirág Sportuszoda, Szeged Játékvezetők: Radu Matache (ROU), Anbar Anbar (KUW) |
| 2022. június 29. 18:30 | három játékos 3      | Jegyzőkönyv | Olver 2                 | Tiszavirág Sportuszoda, Szeged Játékvezetők: Radu Matache (ROU), Anbar Anbar (KUW) |

### Az 5–8. helyért
| 2022. július 1. 14:30 | Montenegró           | 7–10        | Szerbia              | Hajós Alfréd Nemzeti Sportuszoda, Budapest Játékvezetők: Georgios Stavridis (GRE), David Gómez (ESP) |
| 2022. július 1. 14:30 | (2–2, 2–3, 2–3, 1–2) |             |                      | Hajós Alfréd Nemzeti Sportuszoda, Budapest Játékvezetők: Georgios Stavridis (GRE), David Gómez (ESP) |
| 2022. július 1. 14:30 | Đurđić 3             | Jegyzőkönyv | Jakšić, S. Rašović 3 | Hajós Alfréd Nemzeti Sportuszoda, Budapest Játékvezetők: Georgios Stavridis (GRE), David Gómez (ESP) |

| 2022. július 1. 21:00 | Magyarország         | 11–11       | Egyesült Államok | Hajós Alfréd Nemzeti Sportuszoda, Budapest Játékvezetők: Maro Savinović (CRO), Raffaele Colombo (ITA) |
| 2022. július 1. 21:00 | (4–3, 2–2, 2–3, 3–3) |             |                  | Hajós Alfréd Nemzeti Sportuszoda, Budapest Játékvezetők: Maro Savinović (CRO), Raffaele Colombo (ITA) |
| 2022. július 1. 21:00 | Manhercz, Nagy 3     | Jegyzőkönyv | Daube 3          | Hajós Alfréd Nemzeti Sportuszoda, Budapest Játékvezetők: Maro Savinović (CRO), Raffaele Colombo (ITA) |
| 2022. július 1. 21:00 | Büntetőpárbaj:       |             |                  | Hajós Alfréd Nemzeti Sportuszoda, Budapest Játékvezetők: Maro Savinović (CRO), Raffaele Colombo (ITA) |
| 2022. július 1. 21:00 | 4–5                  |             |                  | Hajós Alfréd Nemzeti Sportuszoda, Budapest Játékvezetők: Maro Savinović (CRO), Raffaele Colombo (ITA) |

### Elődöntők
| 2022. július 1. 16:00 | Olaszország          | 11–10       | Görögország    | Hajós Alfréd Nemzeti Sportuszoda, Budapest Játékvezetők: Michael Goldenberg (USA), Michiel Zwart (NED) |
| 2022. július 1. 16:00 | (4–2, 2–3, 1–1, 4–4) |             |                | Hajós Alfréd Nemzeti Sportuszoda, Budapest Játékvezetők: Michael Goldenberg (USA), Michiel Zwart (NED) |
| 2022. július 1. 16:00 | Dolce 3              | Jegyzőkönyv | Vlachopoulos 3 | Hajós Alfréd Nemzeti Sportuszoda, Budapest Játékvezetők: Michael Goldenberg (USA), Michiel Zwart (NED) |

| 2022. július 1. 19:30 | Spanyolország        | 10–5        | Horvátország | Hajós Alfréd Nemzeti Sportuszoda, Budapest Játékvezetők: Boris Margeta (SLO), Frank Ohme (GER) |
| 2022. július 1. 19:30 | (3–3, 4–2, 0–0, 3–0) |             |              | Hajós Alfréd Nemzeti Sportuszoda, Budapest Játékvezetők: Boris Margeta (SLO), Frank Ohme (GER) |
| 2022. július 1. 19:30 | Granados 4           | Jegyzőkönyv | Bukić 2      | Hajós Alfréd Nemzeti Sportuszoda, Budapest Játékvezetők: Boris Margeta (SLO), Frank Ohme (GER) |

### A 13. helyért
| 2022. június 29. 15:30 | Németország          | 16–7        | Kazahsztán | Tiszavirág Sportuszoda, Szeged Játékvezetők: Levan Berishvili (GEO), Agustin Pinski (ARG) |
| 2022. június 29. 15:30 | (4–2, 4–2, 3–1, 5–2) |             |            | Tiszavirág Sportuszoda, Szeged Játékvezetők: Levan Berishvili (GEO), Agustin Pinski (ARG) |
| 2022. június 29. 15:30 | Küppers 4            | Jegyzőkönyv | Shakenov 3 | Tiszavirág Sportuszoda, Szeged Játékvezetők: Levan Berishvili (GEO), Agustin Pinski (ARG) |

### A 11. helyért
| 2022. július 1. 17:00 | Ausztrália           | 19–4        | Dél-afrikai Köztársaság | Tiszavirág Sportuszoda, Szeged Játékvezetők: Levan Berishvili (GEO), Agustin Pinski (ARG) |
| 2022. július 1. 17:00 | (3–2, 6–0, 4–1, 6–1) |             |                         | Tiszavirág Sportuszoda, Szeged Játékvezetők: Levan Berishvili (GEO), Agustin Pinski (ARG) |
| 2022. július 1. 17:00 | Pavillard 5          | Jegyzőkönyv | Swanepoel 2             | Tiszavirág Sportuszoda, Szeged Játékvezetők: Levan Berishvili (GEO), Agustin Pinski (ARG) |

### A 9. helyért
| 2022. július 1. 18:30 | Japán                | 16–15       | Grúzia              | Tiszavirág Sportuszoda, Szeged Játékvezetők: Veselin Mišković (MNE), Ivan Raković (SRB) |
| 2022. július 1. 18:30 | (3–5, 7–4, 2–2, 4–4) |             |                     | Tiszavirág Sportuszoda, Szeged Játékvezetők: Veselin Mišković (MNE), Ivan Raković (SRB) |
| 2022. július 1. 18:30 | Adachi 5             | Jegyzőkönyv | Bitadze, Vapenski 4 | Tiszavirág Sportuszoda, Szeged Játékvezetők: Veselin Mišković (MNE), Ivan Raković (SRB) |

### A 7. helyért
| 2022. július 3. 13:00 | Magyarország         | 8–6         | Montenegró      | Hajós Alfréd Nemzeti Sportuszoda, Budapest Játékvezetők: Levan Bertishvili (GEO), David Gómez (ESP) |
| 2022. július 3. 13:00 | (1–0, 4–2, 2–1, 1–3) |             |                 | Hajós Alfréd Nemzeti Sportuszoda, Budapest Játékvezetők: Levan Bertishvili (GEO), David Gómez (ESP) |
| 2022. július 3. 13:00 | Nagy, Zalánki 2      | Jegyzőkönyv | három játékos 2 | Hajós Alfréd Nemzeti Sportuszoda, Budapest Játékvezetők: Levan Bertishvili (GEO), David Gómez (ESP) |

### Az 5. helyért
| 2022. július 3. 17:00 | Egyesült Államok     | 10–13       | Szerbia      | Hajós Alfréd Nemzeti Sportuszoda, Budapest Játékvezetők: Kun György (HUN), Raffaele Colombo (ITA) |
| 2022. július 3. 17:00 | (3–3, 3–5, 1–3, 3–2) |             |              | Hajós Alfréd Nemzeti Sportuszoda, Budapest Játékvezetők: Kun György (HUN), Raffaele Colombo (ITA) |
| 2022. július 3. 17:00 | Bowen 4              | Jegyzőkönyv | S. Rašović 4 | Hajós Alfréd Nemzeti Sportuszoda, Budapest Játékvezetők: Kun György (HUN), Raffaele Colombo (ITA) |

### Bronzmérkőzés
| 2022. július 3. 14:30 | Görögország          | 9–7         | Horvátország | Hajós Alfréd Nemzeti Sportuszoda, Budapest Játékvezetők: Frank Ohme (GER), Michiel Zwart (NED) |
| 2022. július 3. 14:30 | (1–0, 4–3, 3–2, 1–2) |             |              | Hajós Alfréd Nemzeti Sportuszoda, Budapest Játékvezetők: Frank Ohme (GER), Michiel Zwart (NED) |
| 2022. július 3. 14:30 | Kakaris 3            | Jegyzőkönyv | Bukić 2      | Hajós Alfréd Nemzeti Sportuszoda, Budapest Játékvezetők: Frank Ohme (GER), Michiel Zwart (NED) |

### Döntő
| 2022. július 3. 20:00 | Olaszország          | 9–9         | Spanyolország | Hajós Alfréd Nemzeti Sportuszoda, Budapest Játékvezetők: Boris Margeta (SLO), Georgios Stavridis (GRE) |
| 2022. július 3. 20:00 | (3–3, 0–3, 3–2, 3–1) |             |               | Hajós Alfréd Nemzeti Sportuszoda, Budapest Játékvezetők: Boris Margeta (SLO), Georgios Stavridis (GRE) |
| 2022. július 3. 20:00 | Cannella 2           | Jegyzőkönyv | Granados 4    | Hajós Alfréd Nemzeti Sportuszoda, Budapest Játékvezetők: Boris Margeta (SLO), Georgios Stavridis (GRE) |
| 2022. július 3. 20:00 | Büntetőpárbaj:       |             |               | Hajós Alfréd Nemzeti Sportuszoda, Budapest Játékvezetők: Boris Margeta (SLO), Georgios Stavridis (GRE) |
| 2022. július 3. 20:00 | 5–6                  |             |               | Hajós Alfréd Nemzeti Sportuszoda, Budapest Játékvezetők: Boris Margeta (SLO), Georgios Stavridis (GRE) |

| A 2022-es férfi vízilabda-világbajnokság győztese |
| ------------------------------------------------- |
| · Spanyolország · 3. cím                          |

## Végeredmény
| Helyezés     | Csapat                  |
| ------------ | ----------------------- |
| Arany        | Spanyolország           |
| Ezüst        | Olaszország             |
| Bronz        | Görögország             |
| 4.           | Horvátország            |
|              |                         |
| 5.           | Szerbia                 |
| 6.           | Egyesült Államok        |
| 7.           | Magyarország            |
| 8.           | Montenegró              |
|              |                         |
| 9.           | Japán                   |
| 10.          | Grúzia                  |
| 11.          | Ausztrália              |
| 12.          | Dél-afrikai Köztársaság |
|              |                         |
| 13.          | Németország             |
| 14.          | Kazahsztán              |
| 15.          | Brazília                |
| visszalépett | Kanada                  |